# قلابچه‌ماهی گلاورت
قلابچه‌ماهی گلاورت (نام علمی: Allenichthys glauerti) نام یک گونه از خانواده قورباغه‌ماهی است.